# Amédée Grab
Pour les articles homonymes, voir Grab.
Amédée Grab (né Antoine-Marie) est un évêque suisse, originaire de Schwyz, né le 3 février 1930 à Zurich et mort le 19 mai 2019 à Roveredo.

## Biographie
Amédée Grab passe son enfance dans le quartier des Grottes à Genève avec ses trois frères. Sa mère, Germaine, est sténographe au Bureau international du travail et son père, Joseph, comptable. Très jeune, il désire devenir prêtre et, vers onze ans, entre à l'école Saint-Louis de Genève. En 1947, il quitte sa famille pour l'abbaye d'Einsiedeln où il passe son baccalauréat en allemand en 1949. Un an plus tard, il entre dans l'ordre des bénédictins et prend le nom d'Amédée. Après des études de théologie et de philosophie, il est ordonné prêtre en 1954. Dès lors, il enseigne au collège de l'abbaye puis de 1958 à 1978, au Collegio Papio à Ascona (Tessin). Jusqu'en 1983, il enseigne à nouveau au collège de l'abbaye d'Einsiedeln.
De 1983 à 1987, il est nommé à Fribourg secrétaire de la conférence des évêques suisses (CES), puis évêque auxiliaire à Genève (février 1987), nomination qui suscite des protestations dans la Rome protestante. Sa fonction consiste, entre autres, à être le lien entre l'évêque du diocèse (Lausanne, Genève et Fribourg) et le Conseil exécutif ou, pour Genève, le conseil pastoral de l'évêque. En 1995, il est nommé évêque du diocèse en remplacement de Pierre Mamie atteint par la limite d'âge. Pierre Farine le remplace comme évêque auxiliaire de Genève.

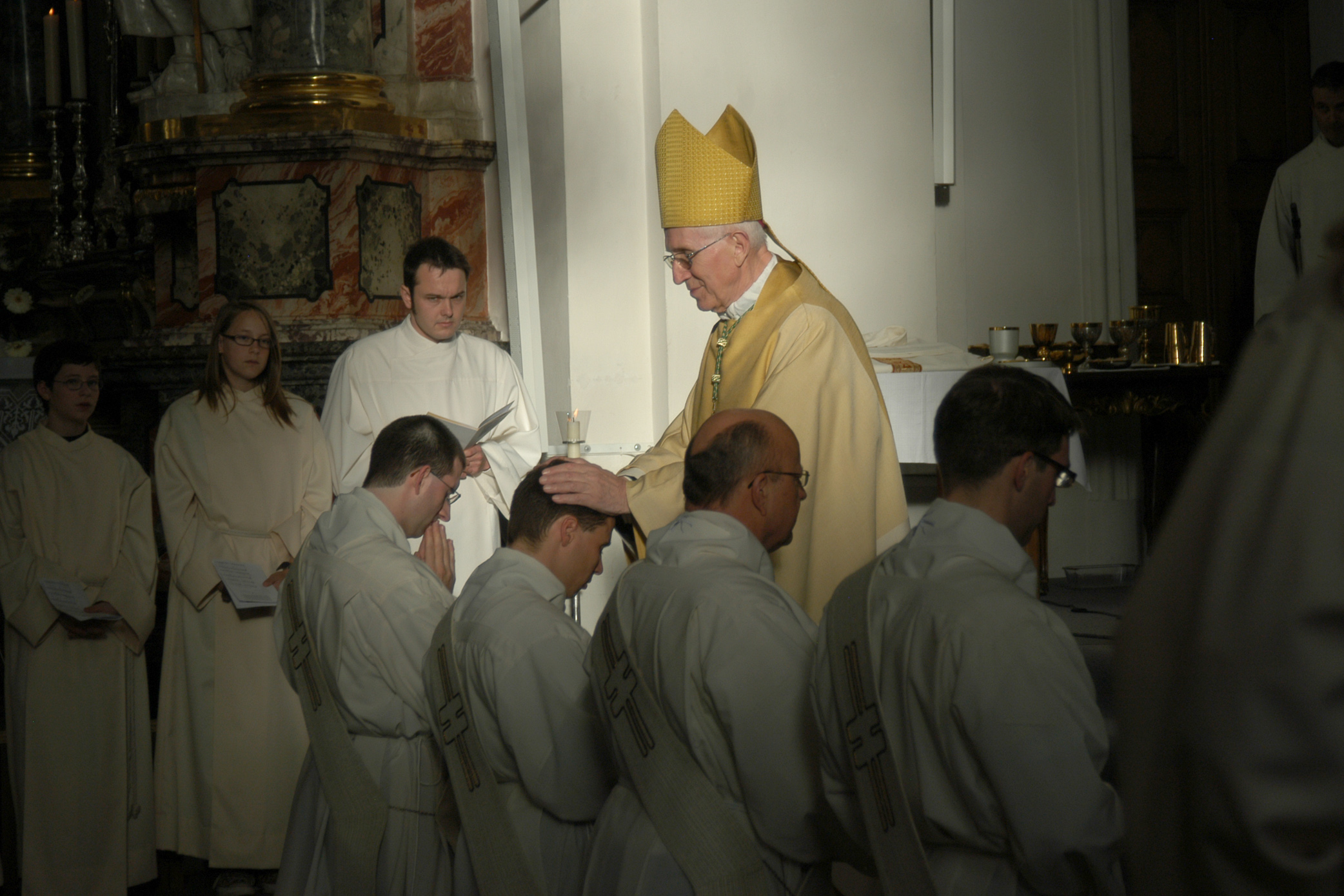
Amédée Grab en 2006.

En 1998, il succède à Henri Salina, ancien abbé de l'abbaye de Saint-Maurice, à la tête de la conférence des évêques suisses. À la fin de 2006, il quitte la présidence de la conférence des évêques suisses, au terme de la 3e période, c'est pourquoi il reste évêque de Coire jusqu'à 77 ans.
À la suite de problèmes entre l'évêque de Coire, Wolfgang Haas, et ses diocésains, en particulier ceux de Zurich, Amédée Grab est nommé évêque de ce diocèse en 1998.
À 75 ans, comme le veut le droit canon catholique de 1983, Amédée Grab présente sa démission, qui ne sera acceptée que deux ans plus tard, et après une demi-année en administrateur apostolique, il quitte ses fonctions après neuf ans à la tête du diocèse. Il sacre évêque son successeur Vitus Huonder, à Einsiedeln le 8 et lui remet la charge du diocèse dans la chapelle épiscopale, le 16 septembre 2007.